# Umbrabagge
Umbrabagge (Zavaljus brunneus) är en art i insektsordningen skalbaggar som tillhör familjen långbaggar.

## Kännetecken
Umbrabaggen är en ganska liten långbagge, med en kroppslängd på cirka 5 millimeter. Färgen är brun med en svagt rödaktig nyans, som dess trivialnamn antyder ofta liknad vid färgen umbra. Andra kännetecken för arten är att halssköldens sidor är svagt taggiga och att antennerna är korta och kraftiga.

## Utbredning
Umbrabaggen finns i delar av norra och mellersta Europa, som Baltikum, ryska Karelen, Finland, Sverige, Tjeckien och Slovakien.

### Status
I Sverige är umbrabaggen mycket sällsynt och finns endast på ett fåtal platser i Uppland, Hälsingland och Norrbotten. Den är rödlistat som starkt hotad och det största hotet mot arten är minskningen av lövträd i skogarna, särskilt bristen på äldre levande träd och döda stående träd.

## Levnadssätt
Umbrabaggen finns på lövträd som björk, asp, klibbal och lönn. Som larv lever den i gnaghål av vedinsekter bebodda av olika rovsteklar. Dessa lägger upp ett bytesförråd i hålet som föda för sina larver och umbrabaggelarven utnyttjar detta som föda. Efter förpuppningen övervintrar den fullbildade skalbaggen, ofta under barken på samma träd som den levde i som larv.